# Igreja Presbiteriana em Camarões
Não confundir com a Igreja Presbiteriana dos Camarões, a denominação presbiteriana de língua francesa dos Camarões
A Igreja Presbiteriana em Camarões ou Igreja Presbiteriana nos Camarões (em francês: Église presbytérienne au Cameroun e em Inglês: Presbyterian Church in Cameroon) é uma denominação reformada presbiteriana nos Camarões fundada por missionários da Missão Basel. É a maior denominação de língua inglesa do país. Em 2017, tinha cerca de 2 000 000 membros,, o que equivale a 10% da população do país.

## História

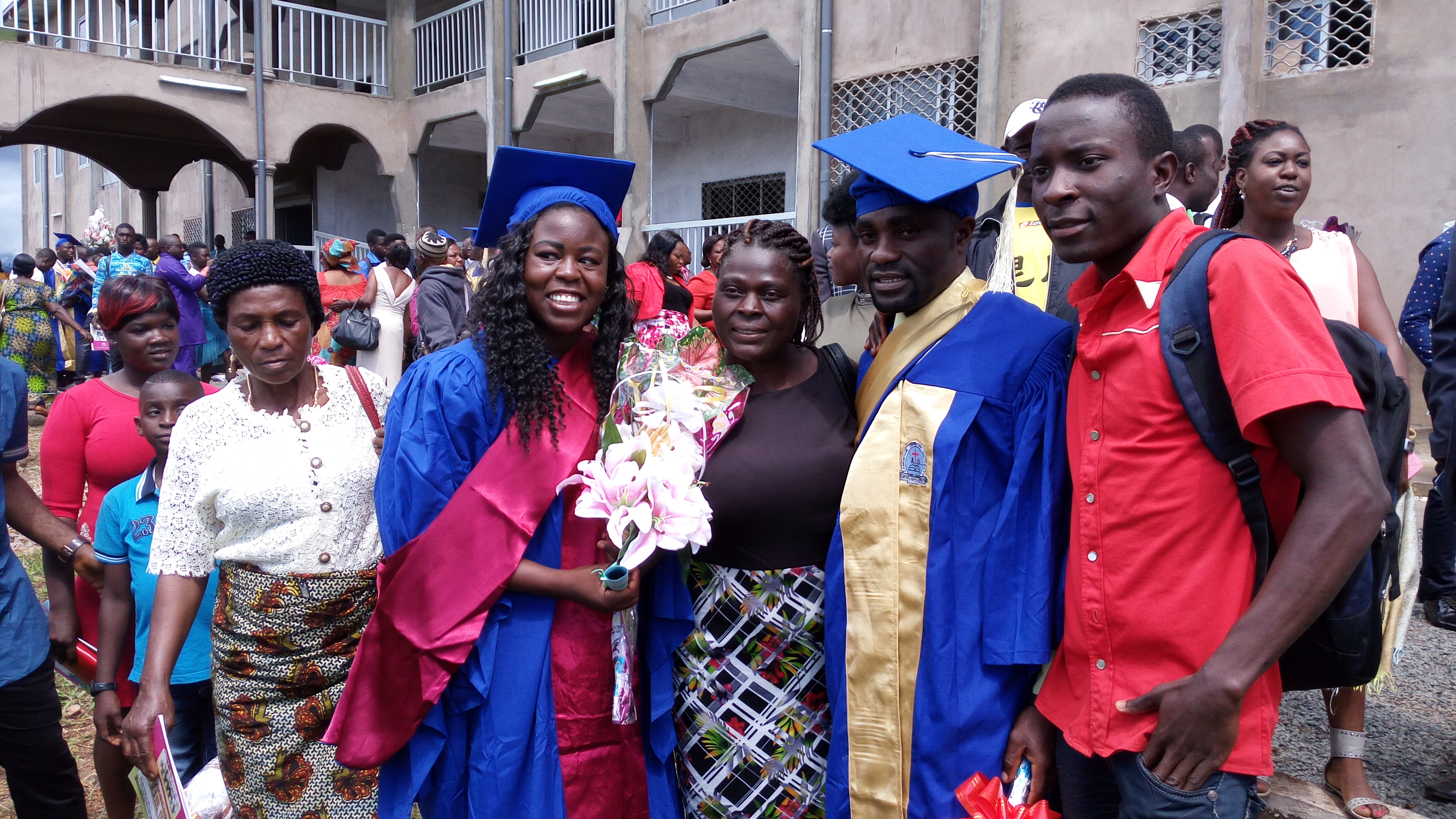
Graduação na Universidade da Igreja Presbiteriana em Camarões.

Os batistas ingleses se estabeleceram na África Ocidental em 1843 e iniciaram missões entre os nativos. Em 1884, o território ficou sob proteção alemã e foi acordado, em uma conferência das Sociedades Missionárias Europeias, que a Missão Basileia (Missão Basel) deveria assumir o trabalho dos batistas ingleses. Isso foi feito em 1886. 
Durante a Primeira Guerra Mundial, o território passou a ser governado pelos britânicos e os missionários alemães e suíços foram chamados de volta. Isso levou à separações, uma vez que parte os nativos convertidos pelos batistas se recusaram aderir ao pedobatismo, uma prática comum entre os missionários alemães.
Em 1925, missionários europeus começaram a retornar ao país. A Segunda Guerra Mundial novamente interrompeu a vida da igreja, que foi, no entanto, seguida por um período de intensa atividade e crescimento. A igreja tornou-se autônoma em 1957. Uma nova constituição foi elaborada e adotada, marcando a autonomia da igreja nacional.
Em 2006, a igreja tinha 23 presbitérios, 1.306 congregações e 700.000 de membros.
Em 2010, foi relatado que a denominação tinha 1.364 congregações e 1 milhão de membros.
Em 2016, nova estatística foi divulgada, de 1,5 milhões de membros.
Em 2017, foi relatado que a igreja tinha 2.000.000 membros, em 1.540 congregações.

### Atualidade
A igreja administra três hospitais gerais, um centro de reabilitação para pacientes de hanseníase, 18 centros de saúde, dois com unidade oftalmológica e uma farmácia central. Muita ênfase é colocada nos cuidados de saúde primários nas aldeias. No campo educacional, a igreja tem 23 creches, 122 escolas primárias, 14 escolas secundárias/secundárias e uma escola de formação de professores. Existe também um centro de formação agrícola e de emprego e uma universidade administrada pela denominação.

## Relações Inter-Eclesiásticas
A igreja é membro do Concílio Mundial das Igrejas  e Comunhão Mundial das Igrejas Reformadas..

## Doutrina
A igreja subscreve o Credo dos Apóstolos e o Credo Niceno. Além disso, é conhecida por permitir elementos do pentecostalismo em suas práticas.